# Alstroemeria espigonensis
Alstroemeria espigonensis es una especie fanerógama, herbácea, perenne y rizomatosa perteneciente a la familia de las alstroemeriáceas. Es una planta endémica de Brasil, especialmente descrito en el estado de Bahía. Es un geófito tuberoso y crece principalmente en el clima semiárido cálido.